# Шпилька

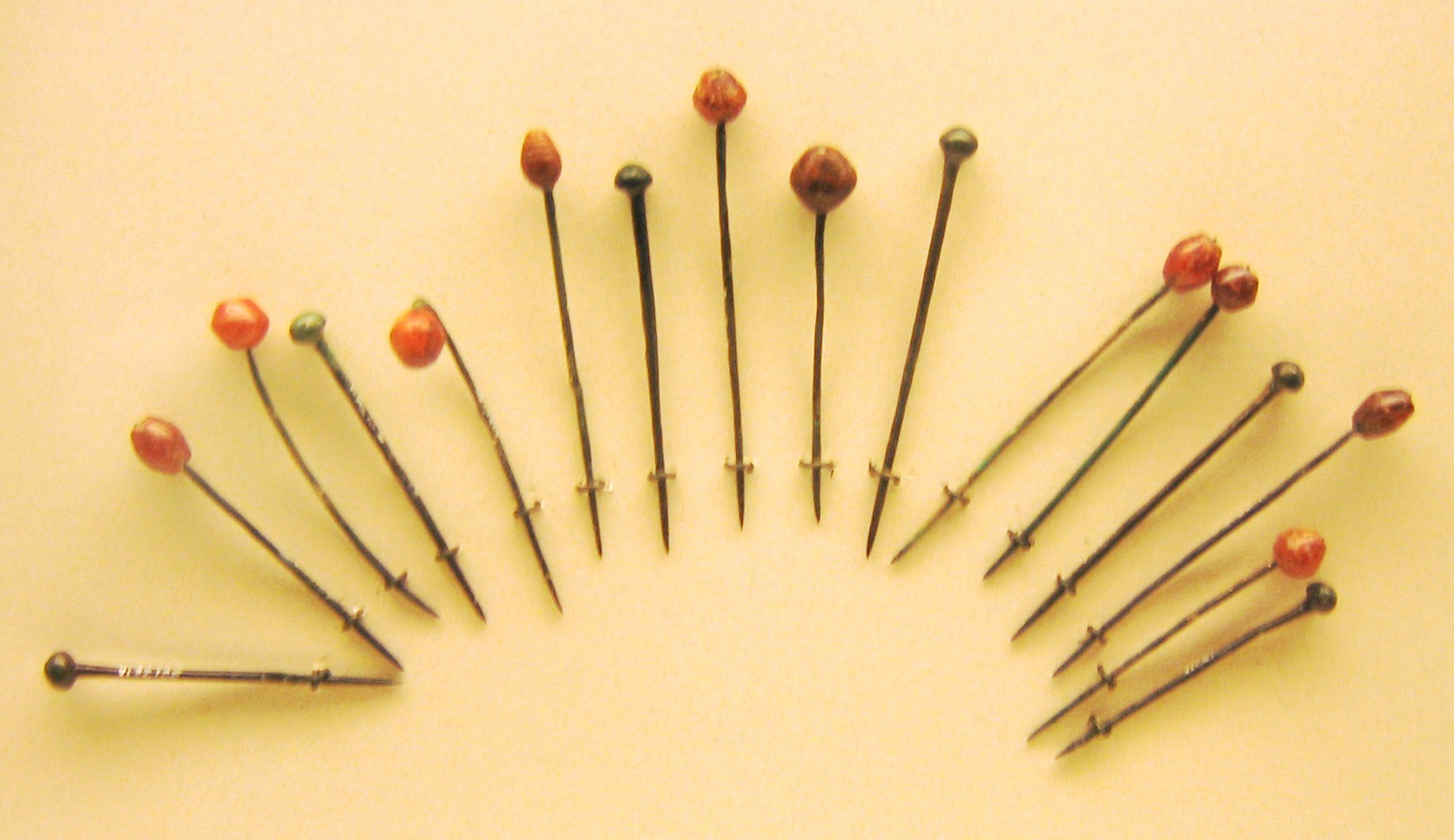
Шпильки, 600 год н. э..

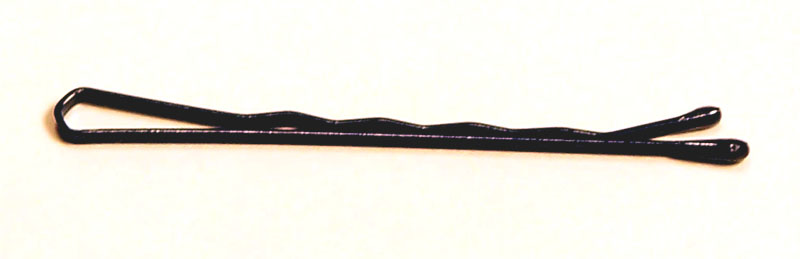
«Невидимка» — современная шпилька для волос.

Шпилька — приспособление, с помощью которого волосы человека закрепляются и удерживаются на одном месте. 
Шпильки изготавливаются из металла, слоновой кости, бронзы, дерева и так далее. Иногда ими случайно кололись, и от этого произошла разговорная (иносказательная) Шпилька — колкость, язвительное замечание, едкая острота в чей-то персональный адрес См. насмешка, неприятность, обида, запускать шпильки.

## История
Шпильки существовали уже в древней Ассирии и Египте, где ими украшались причёски. Археологические раскопки позволяют предположить, что такие шпильки ценились как предметы роскоши у египтян, а затем греков, этрусков и римлян.
Наибольшая популярность к шпилькам пришла в 1901 году с изобретением спиральной шпильки в Новой Зеландии (изобретатель — Эрнест Годвард). Шпильки являлись предшественницами зажима для волос.
Внешне шпильки похожи на иглу, иногда инкрустированы драгоценными камнями и украшениями, в других случаях почти невидимы после того, как вставлены в волосы. В некоторых культурах шпильки используются как разновидность ювелирных изделий, например, как аксессуары на свадьбах, балах и других мероприятиях.
Были запатентованы Келли Чеманди в 1925 году.

## Интересные факты
- Петербуржец Никита Сивушкин много лет ищет и собирает шпильки-«невидимки» на территории города. Он составляет карту находок, проводит авторские тематические экскурсии, написал методичку, посвящённую своему увлечению[2].